# Abel Paz
Abel Paz, właśc. Diego Camacho (ur. 12 sierpnia 1921 w Almerii, 13 kwietnia 2009 w Barcelonie) – hiszpański anarchista oraz historyk.

## Życiorys
Abel Paz urodził się w 1921 w Almerii jako Diego Camacho (Abel Paz był jego pseudonimem pisarskim). W 1929 wraz z rodziną przeprowadził się do Barcelony, gdzie w 1935 rozpoczął pracę w fabryce tekstyliów. W międzyczasie dołączył Krajowej Konfederacji Pracy (CNT), anarchosyndykalistycznej centrali związków zawodowych.
Paz brał udział w hiszpańskiej wojnie domowej oraz rewolucji hiszpańskiej. W 1937 brał udział w tzw. dniach majowych w Barcelonie, gdzie doszło do starć pomiędzy anarchistami oraz komunistami.
Po upadku Katalonii w styczniu 1939 zbiegł do Francji gdzie został internowany. W latach 40. XX wieku walczył we francuskim ruchu oporu, a także był członkiem anarchistycznego ruchu oporu walczącego z siłami Francisco Franco na terenie Hiszpanii.
Po śmierci generała Franco Paz powrócił do Hiszpanii. Osiedlił się w Barcelonie w dzielnicy Gracia. W ciągu następnych lat napisał liczne prace na temat historii w tym biografię Buenaventury Durrutiego, uznaną za jego największe dzieło, które zostało wydane w kilku edcyjach oraz wersjach językowych.
Abel Paz zmarł w Barcelonie w 2009 w wieku 88 lat.

## Wybrane publikacje
- Durruti: el proletariado en armas
- Crónica de la Columna de Hierro
- Paradigma de una revolución
- Al pie del muro (wspomnienia 1942-1954)
- Los internacionales en la Región española
- Entre la niebla (Memorias 1939-1942)
- Chumberas y alacranes (wspomnienia 1921-1936)
- Viaje al pasado (wspomnienia 1936-1939)
- La cuestión de Marruecos y la República española
- CNT 1939-1951. El anarquismo contra el Estado franquista